# Witte Helmen

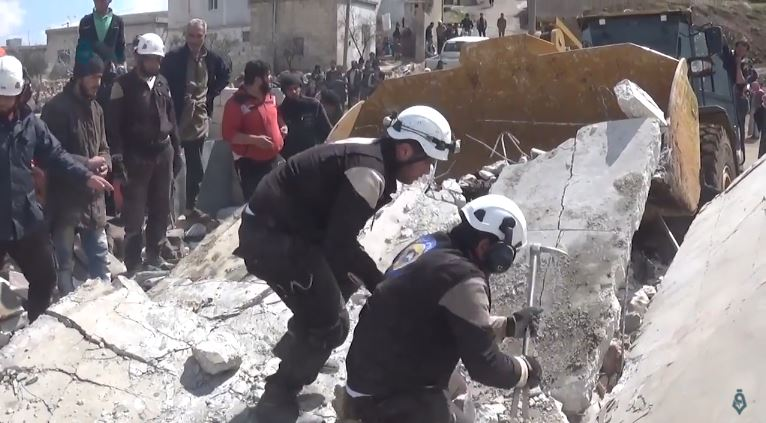
Witte Helmen in 2017

Syria Civil Defence (SCD, Arabisch الدفاع المدني السوري ad-Difāʿ al-Madanī as-Sūrī), beter bekend als Witte Helmen, is een hulporganisatie die in 2014 is opgericht door de Brit James Le Mesurier. Deze organisatie bestaat voornamelijk uit vrijwilligers en verleent medische, logistieke en technische noodhulp aan de burgerbevolking van Syrië en Turkije. De Witte Helmen zijn ingezet tijdens de Syrische burgeroorlog, de Coronapandemie en na de aardbeving van 2023. Voor de val van het Assad-regime in december 2024 kon de organisatie in Syrië alleen opereren in gebieden die in handen waren van de oppositie. Na de val van Assad heeft de organisatie geholpen bij het in kaart brengen van de beruchte Sednaya-gevangenis en het bevrijden van de gevangenen.